# 愛知第一師範学校
愛知第一師範学校 （あいちだいいちしはんがっこう） は、1943年（昭和18年）に愛知県名古屋市に設置された官立（国立）の師範学校である。
本項は愛知県師範学校・愛知県女子師範学校などの前身諸校を含めて記述する。

## 概要
- 1874年（明治7年）に創設された愛知県養成学校を起源とする。
- 1943年（昭和18年）公布の改正師範教育令に基づき、愛知県師範学校と愛知県女子師範学校が統合、官立（国立）に移管・設置され、男子部・女子部が置かれた。
- 戦後の1949年（昭和24年）学制改革で新制愛知学芸大学学芸学部 （現・愛知教育大学教育学部） の母体の一つとなった。

## 沿革

### 官立・県立並設期（1874–1877年）
官立（国立）
- 1874年（明治7年）2月19日 - 官立「愛知師範学校」設置。日本全国 7大学区に設置された官立師範学校の一つ（第二大学区）。
- 1877年（明治10年）2月19日 -　西南戦争に伴う経費削減により廃止。建物・備品は愛知県に移管。

県立
上記の官立愛知師範学校とは別に、愛知県が小学校教員養成のために設置。
- 1873年（明治6年）12月12日 - 愛知県養成学校設置（名古屋久屋町一丁目）。
- 1874年（明治7年）1月 - 岡崎に分校開校。同年中に各中学区に分校を設けるも、まもなく廃止。
- 1875年（明治8年）9月 - 附属小学校を久屋町に設置。
- 1876年（明治9年）8月 - 法華寺町に移転し、愛知県師範学校に改称。同年中に女範学校設置。
- 1877年（明治10年）3月 - 旧官立愛知師範学校に移転。
- 1878年（明治11年）
  - 2月 - 女範学校を愛知県女学校に改称。
  - 10月 - 師範学校を旧県立中学校（七間町）に再移転し、元の校舎に附属小学校を充当。

- 1879年（明治12年）
  - 7月 - 女学校を廃して、師範学校に女子教育部を設置。
  - 9月 - 附属書籍室を設置、女子教育部を女学部と改称。

- 1882年（明治15年）8月 - 県会議決により女学部廃止。以後、愛知県第二師範学校への女子部設置（1900年）まで女子教員養成機関は途絶。

### 県立期（1877–1943年）
- 1886年（明治19年）8月 - 師範学校令施行により、「愛知県尋常師範学校」に改称。
- 1887年（明治20年）11月 - 南武平町に新築移転。同年8月及び10月に県内初の小学校教員講習会開設。
- 1888年（明治21年）9月 - 御真影下付（県内師範学校・中学校・医学校・商業学校）。
- 1897年（明治30年）4月 - 東芳野町に新築移転。
- 1898年（明治31年）4月 - 師範教育令により、「愛知県師範学校」に改称。
- 1899年（明治32年）4月 - 岡崎町への師範学校（愛知県第二師範学校）増設に伴い「愛知県第一師範学校」に改称。
- 1908年（明治41年）9月 - 校舎一棟焼失。
- 1912年（明治45年）4月 - 愛知県第二師範学校女子部（1900年設置）を分離し、「愛知県女子師範学校」設置（西春日井郡金城村）。
  - 榎尋常高等小学校（現・名古屋市立榎小学校）を女子師範学校の代用附属小学校に。

（男子校の「愛知県第一師範学校」及び「愛知県第二師範学校」と「愛知県女子師範学校」の3校体制）
- 1923年（大正12年）4月 - 女子師範学校附属小学校を押切町に設置（榎尋常高等小学校の代用附属小学校を解除）。
- 1925年（大正14年）4月 - 女子師範学校の附属幼稚園を押切町に設置。
- 1941年（昭和16年）4月1日 - 国民学校令施行により、附属小学校を附属国民学校に改称。

### 官立期（1943–1951年）
- 1943年（昭和18年）4月1日 - 改正師範教育令施行により、愛知県第一師範学校と愛知県女子師範学校が統合され、（官立）「愛知第一師範学校」（男子部・女子部）を設置。
  - 本科 （3年制、中等学校卒対象）・予科 （3年制、国民学校高等科〔高等小学校〕卒対象） を設置。

（「愛知第一師範学校」・「愛知第二師範学校」の2校体制）
- 1945年（昭和20年）5月-名古屋大空襲で愛知第一師範学校女子部と愛知第一師範学校女子部附属国民学校が焼失。
- 1945年（昭和20年）9月-愛知第一師範学校女子部は愛知第一師範学校男子部校舎に間借り。
- 1946年（昭和21年）2月-愛知第一師範学校女子部は春日井市牛山町陸軍兵舎跡へ移転。
- 1947年（昭和22年）4月-愛知第一師範学校女子部は当時移転していた愛知第一師範学校女子部附属小学校（春日井市弥生町）に移転。
- 1947年（昭和22年）4月 - 男子部・女子部それぞれに附属中学校 （新制） を開設。予科募集停止。
- 1949年（昭和24年）5月31日 -  国立学校設置法公布により、新制「愛知学芸大学学芸学部」発足。
  - 愛知学芸大学への包括で「愛知学芸大学愛知第一師範学校」となり、在籍生徒の卒業まで師範学校は存続されたが、師範学校としての生徒募集は停止。
  - 愛知第一師範学校校地には、愛知学芸大学名古屋分校が設置され、その際の入学生が愛知学芸大学の第1回生となる。

- 1951年（昭和26年）
  - 3月 - 最後の卒業生を送り出し、愛知第一師範学校 （旧制）は廃止。
  - この年 - 名古屋分校が大幸町（現・附属名古屋小学校・附属名古屋中学校・附属幼稚園）に移転を完了。移転後の跡地には名古屋市立工芸高等学校が所在。

## 歴代校長
愛知県師範学校・愛知県第一師範学校（前身諸校を含む）
- 境野熊蔵：1877年10月[1] - 1883年（依願罷免[14]）
- 鈴木勲太郎：1884年9月[15] - 1886年12月（→熊本県尋常師範学校教諭）
- 大窪実：1886年12月24日[16] - 1890年4月29日（依願免本官[17]）
- 中川郊次郎：1890年5月8日[18] - 1896年6月13日（非職[19]）
- 森本清蔵：1896年7月13日[20] - 1897年6月3日（→徳島県尋常中学校教諭[21]）
- 清川寛：1897年6月3日[21] - 1898年3月23日（非職[22]）
- 山路一遊：1898年3月23日[23] - 1899年6月28日（→埼玉県視学官[24]）
- 三浦渡世平：1899年6月28日[24] - 1900年10月27日（→鹿児島県師範学校長[25]）
- 大田義弼：1900年10月27日[25] - 1903年2月19日（→山口県師範学校長[26]）
- 三浦渡世平：1903年2月19日[26] - 1917年7月6日（依願免本官[27]）
- 中村豊吉：1917年7月6日[28] - 1935年3月30日（表彰[29]）
- 島田民治：1935年3月30日[30] - 1941年3月28日（依願免本官[31]）
- 清水暁昇：1941年4月1日[32] - 1943年3月27日（→石川師範学校長[33]）

愛知県女子師範学校
- 郷野基厚：1912年2月22日[34] - 1915年4月27日（→依願免本官[35]）
- 山松鶴吉：1915年4月27日[35] - 1918年7月18日（→長崎県師範学校長[36]）
- 宗像鴨四郞：1918年7月18日[36] - 1921年4月20日（→新潟県新潟師範学校長[37]）
- 伊東武：1921年4月20日[37] - 1931年4月7日（→奈良県師範学校長[38]）
- 楠品次：1931年4月7日[38] - 1932年3月28日（→依願免本官[39]）
- 峯堅雅：1932年3月28日[39] - 1933年3月31日（→依願免本官[40]）
- 瀬谷眞吉郞：1933年3月31日[40] - 1942年3月31日（→依願免本官[41]）
- 福田謹四郞：1942年3月31日[41] - 1943年4月1日（→愛知第二師範学校長[42]）

官立愛知第一師範学校
- 坂井喚三：1943年4月1日[42] - 1945年4月1日（→奈良女子高等師範学校長[43]）
- 近藤騖：1945年4月1日[43] - 1949年5月31日（→静岡大学教育学部長兼静岡第一師範学校長・静岡第二師範学校長[44]）

愛知学芸大学愛知第一師範学校
- 内藤卯三郞：1949年6月13日[44] - 1949年7月31日（愛知学芸大学長との兼任）
- 山本政治：1949年7月31日[45] - 1951年3月31日廃止

## 著名な出身者
- 横井時冬 - 日本史学者、東京高等商業学校（現一橋大学）教授。
- 加藤清二 - 衆議院議員、愛知県第一師範学校本科・専攻科卒。
- 成瀬幡治 - 参議院議員、専攻科卒。
- 久野尊資 - 衆議院議員、愛知県会議長、愛知県尋常師範学校卒。